# 趙正學
趙正學（1504年—？年），字子崇，四川嘉定州犍為縣人，明朝政治人物。

## 生平
四川鄉試第六名舉人，嘉靖十七年（1538年）戊戌科會試第一百八十九名，廷試三甲第三十四名進士。歷官至吏部验封司署郎中，二十八年十二月升河南布政使司右參政，官至河南按察使。

## 家族
曾祖趙俊。祖趙天祿。父趙時（1477年-1543年），字中甫，號可亭，正德丁卯舉人，擢耀州、乾州、商州知州，官至陕西行太仆寺少卿；母江氏。具庆下。兄正秀；正言；弟正心、正庚。
侄趙楷，萬曆進士。